# 托爾別耶夫斯科耶湖
56°19′17″N 38°16′13″E / 56.32139°N 38.27028°E

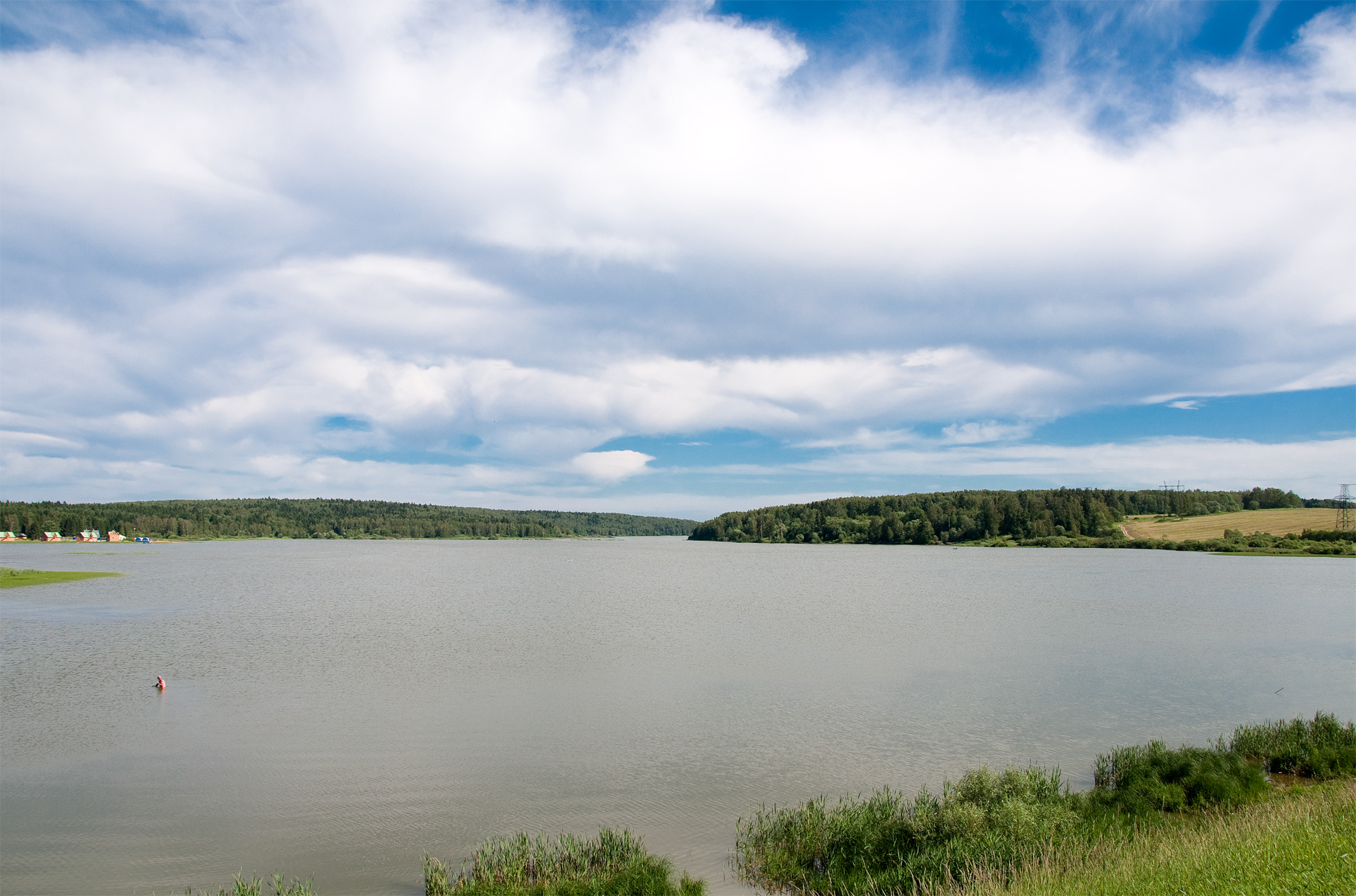

托爾別耶夫斯科耶湖（俄语：Торбеевское），是俄羅斯的湖泊，位於該國西部，由莫斯科州負責管轄，長2.8公里、寬0.8公里，面積1.5平方公里，海拔高度195.8米，最大水深5米。